# Bernadette von Lourdes
Bernadette von Lourdes (Originaltitel Lourdes) ist ein Religions-Drama des italienischen Regisseurs Lodovico Gasparini aus dem Jahr 2000. In der Hauptrolle verkörpert Angéle Osinsky die Müllerstochter Bernadette Soubirous. In tragenden Rollen sind Alessandro Gassmann, Florence Darel, Stefania Rocca, Günther Maria Halmer und Helmut Griem zu sehen.

## Handlung
Teil 1: Bernadette Soubirous, der Tochter eines armen Müllers, erscheint am 11. Februar 1858 beim Holzsammeln in einer Grotte erstmals eine weiß gekleidete Dame, die ihr später erzählt, sie sei die Unbefleckte Empfängnis, die heilige Jungfrau Maria. Als die Fünfzehnjährige davon erzählt, glaubt ihr niemand, da nur sie in der Lage ist, die Frau zu sehen. Als ihr die Jungfrau wiederum erscheint und eine Heilquelle an dieser Stelle entspringt, ändert sich das, ganz besonders, da ein Blinder durch die Benetzung seiner Augen mit dem Wasser wieder sehen kann. Insgesamt erscheint die Heilige Bernadette achtzehnmal und zeigt ihr versteckte Quellen, deren Wasser Kranke heilen kann.
Der kleine Ort Lourdes am nördlichen Fuße der Pyrenäen wird über Nacht zu einem Anziehungspunkt für Hunderte Pilger. Doch trotz der Wunder, die Bernadette aufgrund ihrer Visionen bewirkt, gibt es immer wieder Skeptiker, die sich gegen die junge Frau stellen. Dorfpfarrer Peyramale, der anfangs auch eine gewisse Skepsis hegte, ist einer der Menschen, der zu Bernadette steht.
Parallel zu der Geschichte von Bernadette wird die des französischen Arztes Henri Guillaumet erzählt, der in Lourdes auf der Suche nach seinem Glauben ist. Er ist zusammen mit seiner Verlobten Claire La Fontaine, einer reichen und schönen jungen Frau nach Lourdes gekommen. Claire hat Schwindsucht und scheint dem Tode geweiht; die Ärzte räumen ihr so gut wie keine Überlebenschancen ein. Wenn überhaupt, kann sie nur durch ein Wunder gerettet werden.
Teil 2: Das kaum erhoffte Wunder tritt ein, nachdem Claire mit dem Heilwasser in Berührung gekommen ist. Fast über Nacht wird sie gesund. Während sie selbst das große Glück ihrer Genesung kaum fassen kann und in ihrer Dankbarkeit nicht weiter hinterfragt, sucht Henri, der für alles eine Erklärung braucht, verzweifelt nach einer Antwort. Sein Weltbild ist ins Wanken geraten, dass es so etwas wie Heilung durch ein Wunder gibt, daran vermag er nicht zu glauben.
Erst einmal heiratet das junge Paar jedoch in der Kirche von Lourdes. Henri Guillaumet nimmt in Paris seine Vorlesungen für Studenten wieder auf, man verbietet ihm jedoch über das Wunder, das seiner Frau widerfahren ist, zu reden. Zwischen dem jungen Paar kommt es wegen der für Henri unerklärlichen Heilung immer wieder zu Auseinandersetzungen. Henri entschließt sich, noch einmal ohne seine Frau nach Lourdes zu fahren, wo er Bernadette der Lüge überführen will.
Bernadette hat sich inzwischen entschlossen, ins Kloster der Barmherzigen Schwestern zu gehen, da ihr die Leute im Ort keine Ruhe lassen. Aber auch im Kloster setzt man dem jungen Mädchen von Seiten der Nonnen zu und beschuldigt Bernadette der Lüge. Eines Abends bricht sie auf dem Flur des Klosters zusammen. Bereits seit frühester Kindheit leidet Bernadette an Asthma bronchiale. Sie erholt sich jedoch wieder. Rede und Antwort stehen muss Bernadette in dieser Umgebung einer bischöflichen Kommission.
Inzwischen hat Henri Guillaumet mit Schwester Marie-Thérèse Kontakt aufgenommen, die voller Neid gegenüber Bernadette ist und sich selbst für viel würdiger hält, um auserwählt zu sein, als dieses kleine bedeutungslose Mädchen, wie sie meint. Als sie gewahr wird, wie sehr Bernadette sich mit Fragen herumquält, ändert sie ihre Meinung und zieht ihr Angebot zurück, Guillaumet zu helfen. Dieser wird kurz darauf überfallen und schwer verletzt. Bernadette, die eine Ausbildung zur Krankenschwester macht, pflegt ihn. Als er wieder auf den Beinen ist, führt er ein sehr konstruktives Gespräch mit Bernadette, in dem ihm die junge Frau eindrucksvoll erklärt, was Glaube ist. Um Gott finden zu können, brauche man das einfache Herz eines Kindes. Dadurch findet Henri endlich seinen inneren Frieden wieder.
Gegenwart: Im Lourdes der Gegenwart beschäftigt sich der junge Fotojournalist Bernard, dessen Frau ein Baby erwartet, mit dem Tagebuch seines Vorfahren, des Arztes Henri Guillaumet. Auch er befindet sich in einer Sinnkrise und hat Angst, denn seine Frau und das ungeborene Kind sind in Gefahr. Er betet zur Madonna, als seine Frau sich einer weiteren Untersuchung unterziehen muss. Die Nachricht, die sie ihm überbringt, ist eine gute.

## Produktion

### Produktion, Vorgeschichte
Es handelt sich um eine Produktion von KirchMedia, Luca Bernabei, Roberta Cadringher, Franco Casellato, Alexandre Déon, Rai Fiction, Laurent Lasnon, Jean-Baptiste Leclère, Salvatore Morello, Monica Paolini, Corrado Trionfera, Lux Vide, Julie Salvador und António da Cunha Telles.
Luca Bernabei hatte zuvor den vorerst letzten Teil einer fünfteiligen Reihe mit Geschichten aus dem Neuen Testament über das Leben des Heidenapostels Paulus von Tarsus unter dem Titel Die Bibel – Paulus (2000) beendet.

### Historie

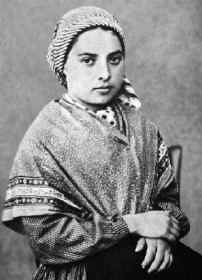
Bernadette Soubirous

Bernadette Soubirous (1844–1879) war eine französische Ordensschwester. Im Jahr 1858 hatte die junge Frau in ihrem Heimatort mehrere Marienerscheinungen. In der römisch-katholischen Kirche wird Bernadette Soubirous als Heilige verehrt. Ihr Geburtsort Lourdes wurde zu einem der bedeutendsten europäischen Wallfahrtsorte. Die weiß gekleidete Dame soll Bernadette bei der dritten Erscheinung um 15 weitere Treffen gebeten haben.
Soubirous zeigte bereits in früher Kindheit Anzeichen von Asthma bronchiale und starb mit 35 Jahren an Knochentuberkulose. Ihr wird auch eine allgemeine Dystrophie (Entwicklungsstörung einhergehend mit körperlichen Funktionseinschränkungen) zugeschrieben. Soubirous trat 1866 in das Kloster Saint-Gildard der Barmherzigen Schwestern in Nevers ein und erhielt dort den Ordensnamen Marie Bernarde. Papst Pius XI. sprach Bernadette Soubirous am 14. Juni 1925 selig und am 8. Dezember 1933 (dem Hochfest der unbefleckten Empfängnis) heilig. Bernadettes Gedenktag ist der 16. April, ihr Todestag.

## Rezeption

### Veröffentlichung, DVD
Der Film hatte am 29. Mai 2000 Premiere in Italien und am 4. Juni 2001 in Frankreich. Veröffentlicht wurde er zudem in Ungarn unter dem Titel Lourdes: Szent Bernadett legendája und dem DVD-Titel A Lourdes-i csoda: Szent Bernadett élete. Der internationale Titel ist: Lourdes.
Der Film wurde am 12. August 2016 mit einer deutschen Tonspur von Alive – Vertrieb und Marketing/DVD innerhalb der Reihe „Juwelen der Film- und Fernsehgeschichte“ herausgegeben.

### Kritik
„Fernsehfilm über die Anfänge des südfranzösischen Wallfahrtsortes, der weniger theologische Tiefen auslotet als gefühlige Unterhaltung bietet.“

Auf der Seite des Sarto-Verlags (Verlag und Versandbuchhandlung des deutschen Distrikts der katholisch-traditionalistischen Priesterbruderschaft St. Pius X.)  heißt es: „Die Geschichte der hl. Bernadette ist nicht veraltet. Das zeigt die Adaption des historischen Stoffes durch den italienischen Regisseur Lodovico Gasparini. Er spinnt darin einen feinen Faden zwischen den Geschehnissen in Lourdes von 1858 und dem Leben eines jungen französischen Fotografen, der im Lourdes der Gegenwart auf der Suche nach seinem Glauben ist.“

### Weitere Werke
- Das Lied von Bernadette, 1941 erschienener Roman von Franz Werfel über das Leben der heiligen Bernadette von Soubirous, der
- 1943 von Henry King mit Jennifer Jones in der Hauptrolle unter demselben Titel verfilmt wurde.
- 1948: Das Lied von Bernadette (zwei Teile), Hörspiel des BR  mit Marianne Kehlau als Bernadette
- 1954: Das Lied von Bernadette (zwei Teile), Hörspiel des SWF mit Heidi Hausmann als Bernadette
- 1955: Das Wunder von Lourdes – Bernadettes Vermächtnis (OT Lourdes et ses miracles), Dokumentation
- 1957: A Canção de Bernadete, brasilianische Fernsehserie mit Aracy Cardoso als Bernadete
- 1958: Bernadette Soubirous, Epis. BBC Sunday-Night-Theatre mit Mary Webster als Bernadette
- 1959: Das Lied von Bernadette, Hörspiel des BR mit Solveig Thomas als Bernadette
- 1961: Bernadette Soubirous, deutscher Fernsehfilm mit Kornelia Boje als Bernadette
- 1964: Aquella joven de blanco, mexikanisch-spanische Biografie mit Cristina Galbó als Bernadette
- 1973: Les aventures de Bernadette Soubirou, belgischer Kurzfilm mit Viviane Collet
- 1988: Bernadette – Das Wunder von Lourdes mit Sydney Penny als Bernadette
- 1990: La passion de Bernadette, französisches Drama mit Sydney Penny als Bernadette
- 2011: Das Wunder von Lourdes (OT Je m’appelle Bernadette) mit Katia Cuq als Bernadette